# Brochoadmones
Brochoadmones es un género extinto de peces acantodios del Devónico de lo que ahora es Canadá. Es el único género en el suborden Brochoadmonoidei, cuya relación con otros órdenes de acantodios permanece en proceso de cambio.